# Кетопрак (блюдо)
Кетопра́к (индон. ketoprak) — блюдо индонезийской кухни. Представляет собой подобие салата: смесь жареного тофу, рисовой лапши, нарезанных брикетов варёного риса, проростков сои, различных овощей и некоторых других продуктов, залитая арахисовым соусом.
Имеет несколько вариаций. Особой популярностью пользуется на западной части острова Ява, в том числе в столице страны Джакарте.

## Происхождение и распространение

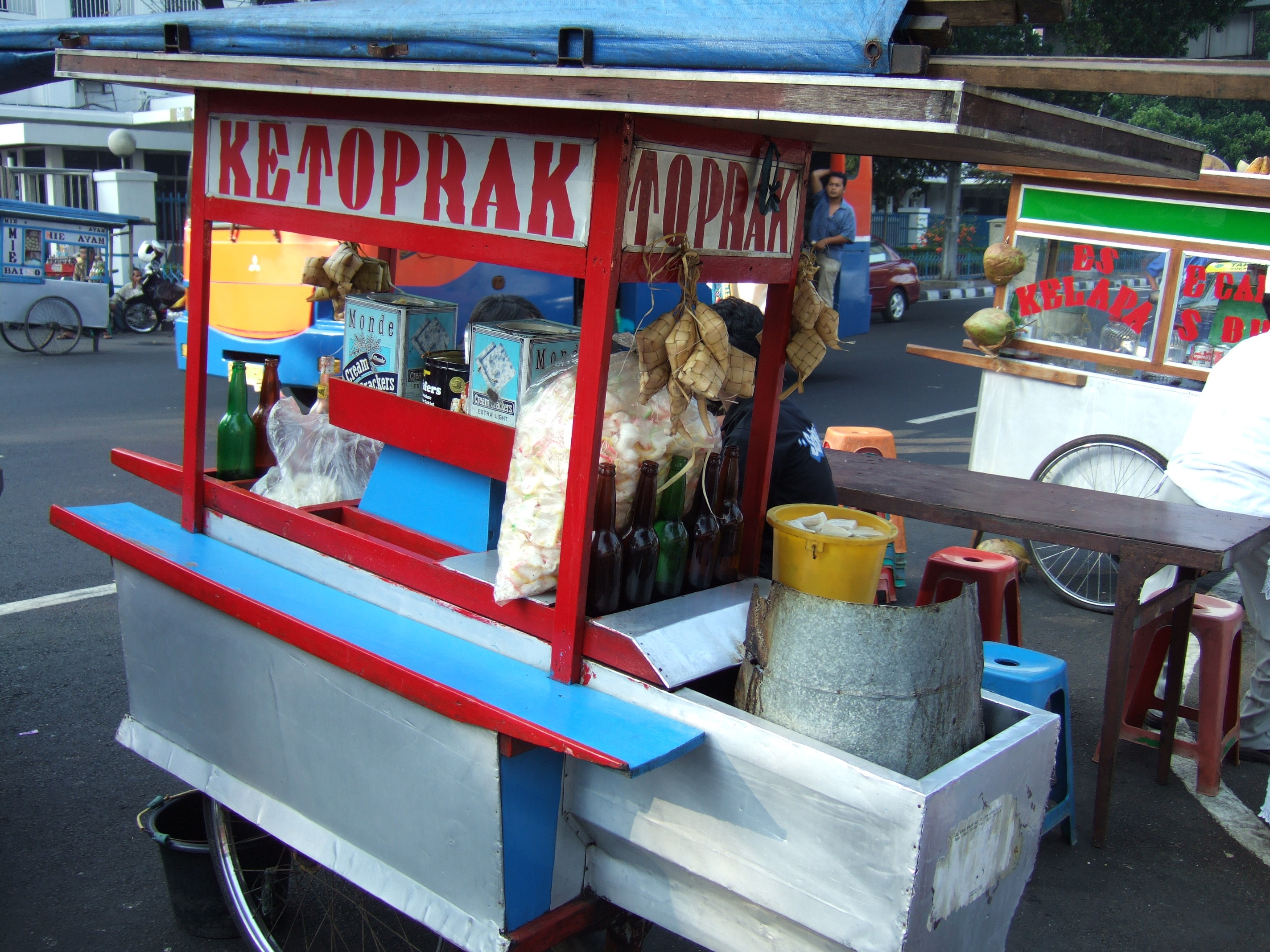
Тележка джакартского торговца кетопраком. Слева видны вязанки кетупатов и пакет с крупуком

Название блюда имеет бетавское происхождение. Оно омонимично названию музыкально-драматического жанра, сложившегося на Яве в начале XX века, в котором разговорные диалоги сочетаются с пантомимой, танцами, пением и игрой гамелана. Его этимология является спорной: по одной из расхожих версий, оно представляет собой ономатопею, передающую звук, возникающий при перемешивании ингредиентов этого кушанья.
Кетопрак является относительно недавним кулинарным изобретением. В его происхождении прослеживается влияние китайской кухни, традиционно сильное в Индонезии — именно у местных китайцев коренными индонезийцами было перенято изготовление и употребление в пищу лапши, в частности рисовой. Отдельные источники вообще классифицируют его как китайское блюдо.
Блюдо считается кулинарным специалитетом Джакарты. Оно также пользуется значительной популярностью за пределами индонезийской столицы, в частности, в западной и центральной частях острова Ява. Кроме того, это кушанье имеет некоторое распространение за пределами страны — в частности, в Нидерландах, которые с колониальных времён сохраняют достаточно тесные социокультурные связи с Индонезией. Там практика приготовления кетопрака не ограничивается местными ресторанами индонезийской кухни: он, например, присутствует в меню нидерландской авиакомпании KLM.

## Приготовление

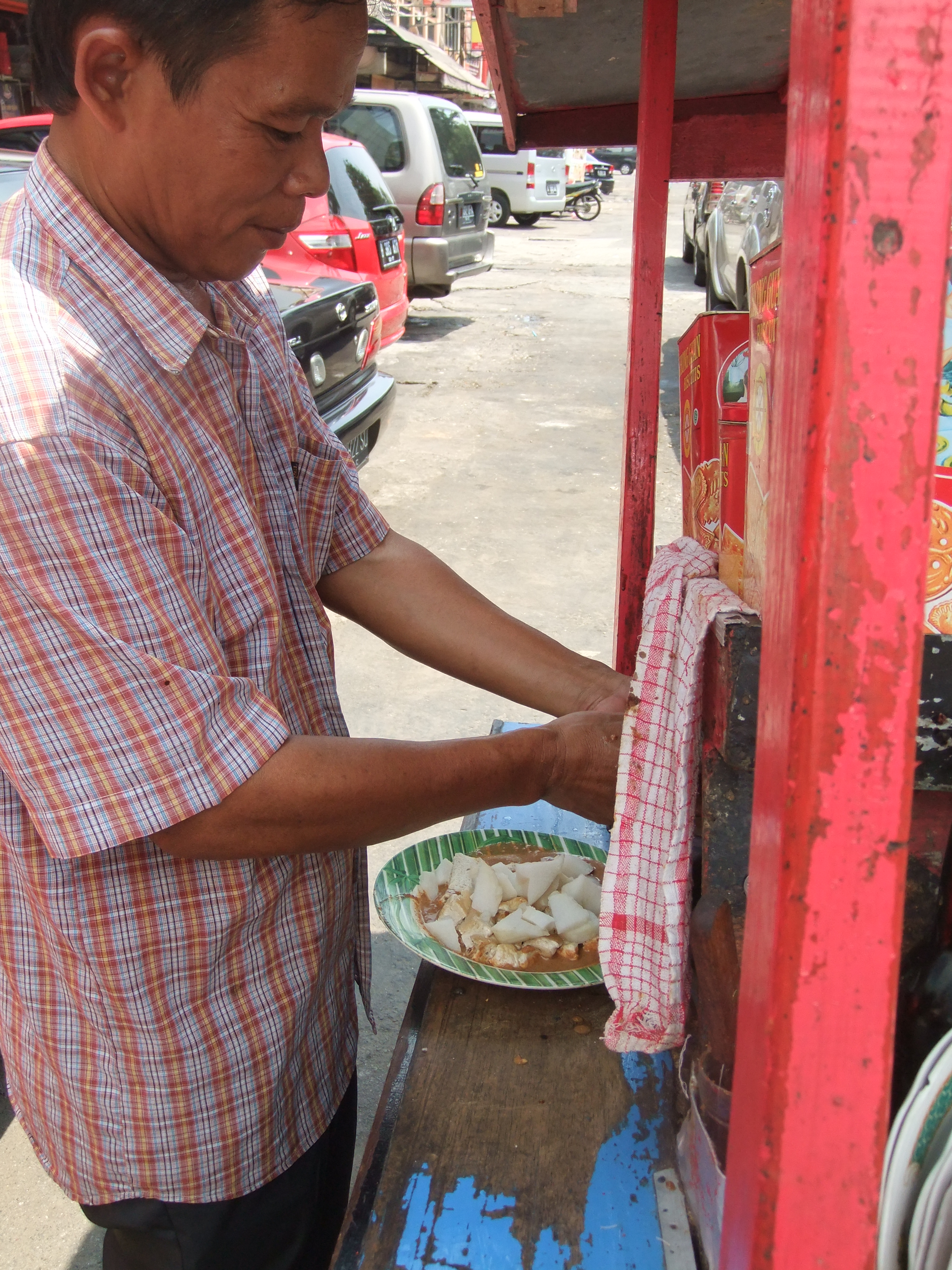
Приготовление кетопрака уличным разносчиком. Джакарта

Представляя собой смесь различных готовых ингредиентов, залитую соусом, кетопрак является некоторым подобием европейского салата. Его основными компонентами служат рисовая лапша, тофу, проростки сои и лонтонг либо кетупат — рис, сваренный традиционным индонезийским способом в обёртке из банановых листьев (первое блюдо представляет собой прямоугольный брикет риса, оборачиваемый перед варкой оплёткой из узких полосок пальмового листа, второй — продолговатую рисовую колбаску, оборачиваемую целыми банановыми листьями). Кроме того, в кетопрак часто добавляется варёное яйцо — куриное или утиное, а также овощи — обычно огурец, капуста либо сельдерей.
Кетопрак обычно готовится в порционном объёме. Лапша используется в варёном виде. Лонтонг или кетупат, очищенный от оплётки, нарезается небольшими кусочками. Тофу, также нарезанный, обжаривается в растительном масле, иногда в мучной панировке. Соевые проростки обычно ошпариваются кипятком, овощи идут в ход в сыром виде. Огурец и стебель сельдерея нарезаются ломтиками, капуста шинкуется. Яйцо — как правило, не более одного на порцию — традиционно принято разрезать на половинки или четвертушки. Существует также достаточно редкий вариант кетопрака, в котором вместо варёного яйца используется яичница или омлет из одного яйца — подобное практикуется, в частности, в западнояванском городе Чиребон.

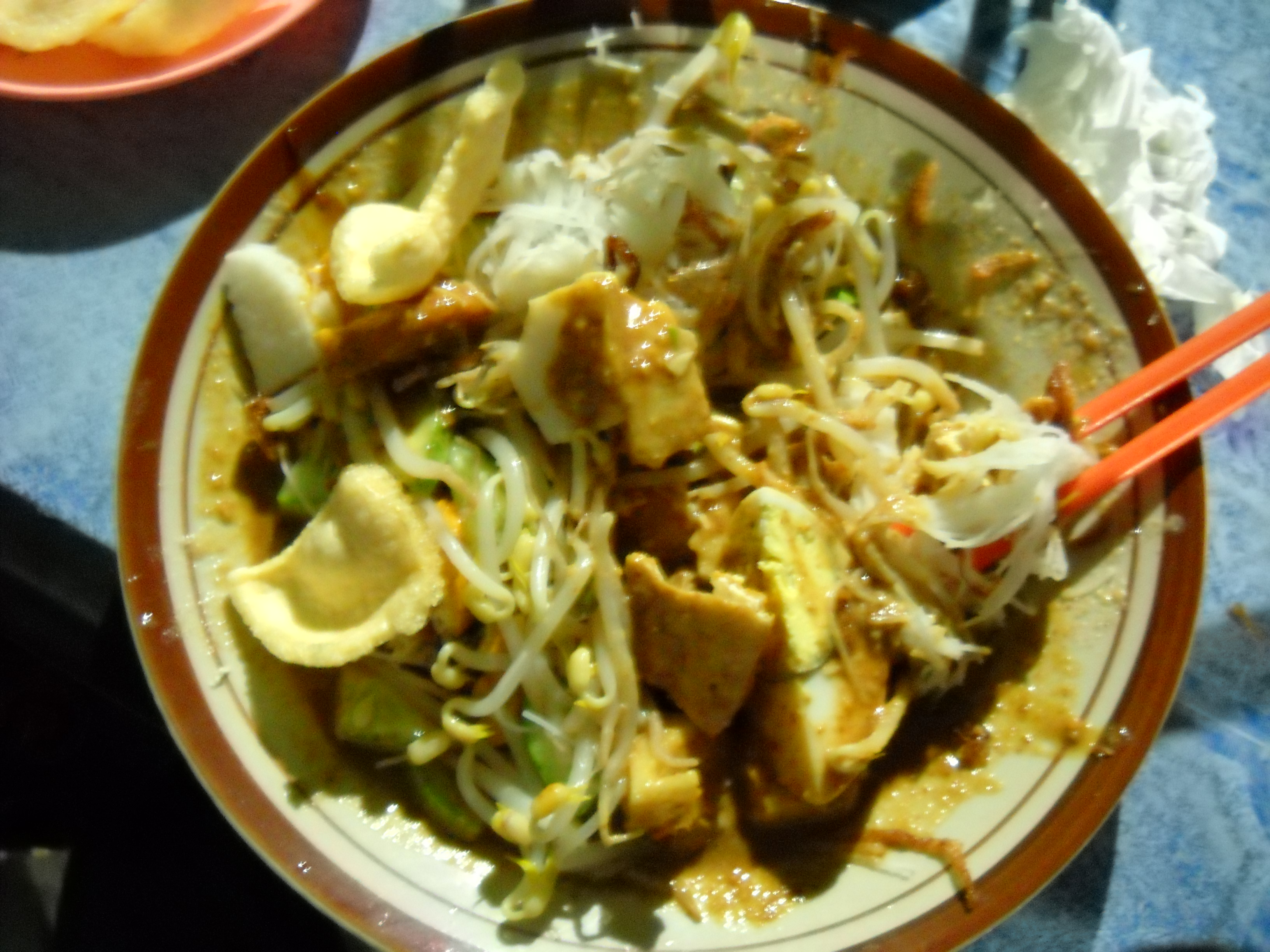
Кетопрак с яйцом, огурцом и крупуком

После смешения компонентов блюда в тарелке или миске они обильно заливаются арахисовым соусом. Основой последнего служит измельчённый арахис, жаренный в арахисовом масле с различными дополнительными ингредиентами: соевым соусом либо кокосовым молоком, соком лайма или лимона, кокосовым сахаром, чесноком, красным перцем, тамариндом, имбирём и другими специями. В готовом виде он представляет собой густую жидкость коричневого цвета. Помимо арахисового соуса для заправки кушанья достаточно часто используется сладкий соевый соус — приправа, пользующаяся в Индонезии особой популярностью и производящаяся промышленным способом из обычного соевого соуса и пальмового сахара.
Уже заправленный соусом кетопрак, как правило, посыпается крупуком и, реже, измельчённым жареным репчатым луком или луком-шалотом. Иногда пластинки крупука кладутся не поверх кушанья, а рядом с ним, на краю тарелки.
«Салатная» композиция и заправка арахисовым соусом роднят кетопрак с другим популярным блюдом индонезийской кухни — гадо-гадо. Однако разница между ними весьма существенна: основу последнего составляют овощи, которые в кетопраке могут служить лишь дополнительным второстепенным ингредиентом. Кроме того, в гадо-гадо никогда не присутствует лапша, а тофу и проростки сои — непременные составляющие кетопрака — используются лишь в некоторых вариациях этого блюда.

## Подача и употребление
Кетопрак часто готовится в домашних условиях, однако более всего известен как блюдо уличной кухни. В Джакарте и многих других яванских городах он подаётся в многочисленных недорогих харчевнях, специализирующихся на местной кухне, а также готовится уличными разносчиками, курсирующими по городским улицам со специально оборудованными тележками. Традиционно арахисовый соус для кетопрака готовится непосредственно перед заправкой блюда, его острота и некоторые вкусовые нюансы могут варьироваться по желанию заказчика.
Среди жителей индонезийской столицы существует традиция употребления кетопрака на завтрак, однако многие едят его и в дневное, и в вечернее время. Кетопрак практически всегда едят сразу после приготовления, пока лапша и жареный тофу ещё не остыли.